# Paulo Giusti
Paulo Giusti (, ) é um enxadrista, escritor e educador brasileiro. É de sua autoria o abrangente Xadrez, tratado geral em três volumes, dentre outros. Campeão brasileiro de xadrez por equipe, em 1997.

## Principais obras
- História Ilustrada do Xadrez
- Partidas Magistrais de Xadrez: vol. I - Aberturas abertas e semi-abertas; vol II - Aberturas fechadas
- Xadrez da Escola aos Primeiros Torneios